# Förstakammarvalet i Sverige 1890
Förstakammarvalet i Sverige 1890 var ett val i Sverige. Valet utfördes av landstingen och i de städer som inte hade något landsting utfördes valet av stadsfullmäktige. 1890 fanns det totalt 1 039 valmän, varav 1 026 deltog i valet.
I halva Skaraborgs läns valkrets ägde valet rum den 13 januari. I halva Stockholms stads valkrets ägde valet rum den 10 februari. I andra halvan av Stockholms stads valkrets ägde valet rum den 29 april. I Uppsala läns valkrets och Västerbottens läns valkrets ägde valet rum den 15 september. I Östergötlands läns valkrets, Jönköpings läns valkrets, halva Kronobergs läns valkrets, halva Göteborgs och Bohusläns valkrets, Älvsborgs läns valkrets, halva Skaraborgs läns valkrets och Örebro läns valkrets ägde valet rum den 16 september. I Hallands läns valkrets och andra halvan av Göteborgs och Bohusläns valkrets ägde valet rum den 17 september. I Kalmar läns södra valkrets ägde valet rum den 24 september. I Blekinge läns valkrets och Kristianstads läns valkrets ägde valet rum den 1 oktober. I andra halvan av Kronobergs läns valkrets ägde valet rum den 25 november och i Norrköpings stads valkrets ägde valet rum den 11 december.

## Valresultat
| Parti  | Parti                     | Röster | Valda | Mandatfördelning | Mandatfördelning | Mandatfördelning |
| Parti  | Parti                     | Röster | Valda | FK 1890          | FK 1891          | +/-              |
| ------ | ------------------------- | ------ | ----- | ---------------- | ---------------- | ---------------- |
|        | Protektionistiska partiet | 355    | 10    | 68               | 74               | +6               |
|        | Minoritetspartiet         | 204    | 4     | 30               | 33               | +3               |
|        | Partilösa                 | 213    | 5     | 47               | 40               | -7               |
|        | Övriga                    | 251    | 0     | 0                | 0                | +-0              |
| Totalt | Totalt                    | 1 023  | 19    | 145              | 147              | +2               |

Det protektionistiska partiet fick alltså egen majoritet i den nya riksdagen.

## Invalda riksdagsmän
Stockholms stads valkrets:
- Ludvig Annerstedt, min
- Oscar Almgren, min

Uppsala läns valkrets:
- Edvard Casparsson, prot

Östergötlands läns valkrets:
- Ludvig Douglas, prot

Norrköpings stads valkrets:
- John Philipson, prot

Jönköpings läns valkrets:
- Gustaf Berg, prot

Kronobergs läns valkrets:
- Harald Spens, prot
- Liss Olof Larsson, prot

Kalmar läns södra valkrets:
- Johan Jeansson

Blekinge läns valkrets:
- Wilhelm Lindahl

Kristianstads läns valkrets:
- Johan Eneroth

Hallands läns valkrets:
- Wilhelm Wallberg, prot

Göteborgs och Bohusläns valkrets:
- Carl Nyström, prot
- Lars Åkerhielm, prot

Älvsborgs läns valkrets:
- Albert Evers

Skaraborgs läns valkrets:
- Reinhold von Essen
- August Weinberg, prot

Örebro läns valkrets:
- Axel Bergström, min

Västerbottens läns valkrets:
- Karl Husberg, min

## Fotnoter
1. ↑  Siffrorna avser de sammanlagda röstetalen för de riksdagsledamöter som tillhörde respektive parti och valdes under detta år. Rösterna på kandidater som tillhörde partierna men inte vann ett riksdagsmandat har alltså sorterats in under "övriga". Röstetalen på valkretsnivå är hämtade från SCB och riksdagsledamöternas partitillhörigheter är baserade på uppgifter från bokserien Tvåkammarriksdagen 1867–1970.